# Lucien Guigues
Pour les articles homonymes, voir Guigues.
Jean-Baptiste Lucien Guigues est un homme politique français né le 14 mai 1807 à Callas (Var) et mort le 4 mai 1861 à Nice.

## Biographie
Avocat à Aix-en-Provence, il est membre de plusieurs sociétés secrètes s'opposant à la Restauration et à la Monarchie de Juillet. 
Commissaire du gouvernement dans le Var en février 1848, il est député du Var de 1848 à 1849, siégeant au centre gauche. En novembre 1848, il est parmi les membres fondateurs de l'Association démocratique des amis de la Constitution.
Il participe en décembre 1851 au soulèvement du Var contre le Coup d'État du 2 décembre 1851. Il est proscrit en 1852 et exilé en Italie (Nice), où il meurt en exil en 1861.